# Yōkai
Format:Scurtă descriere 

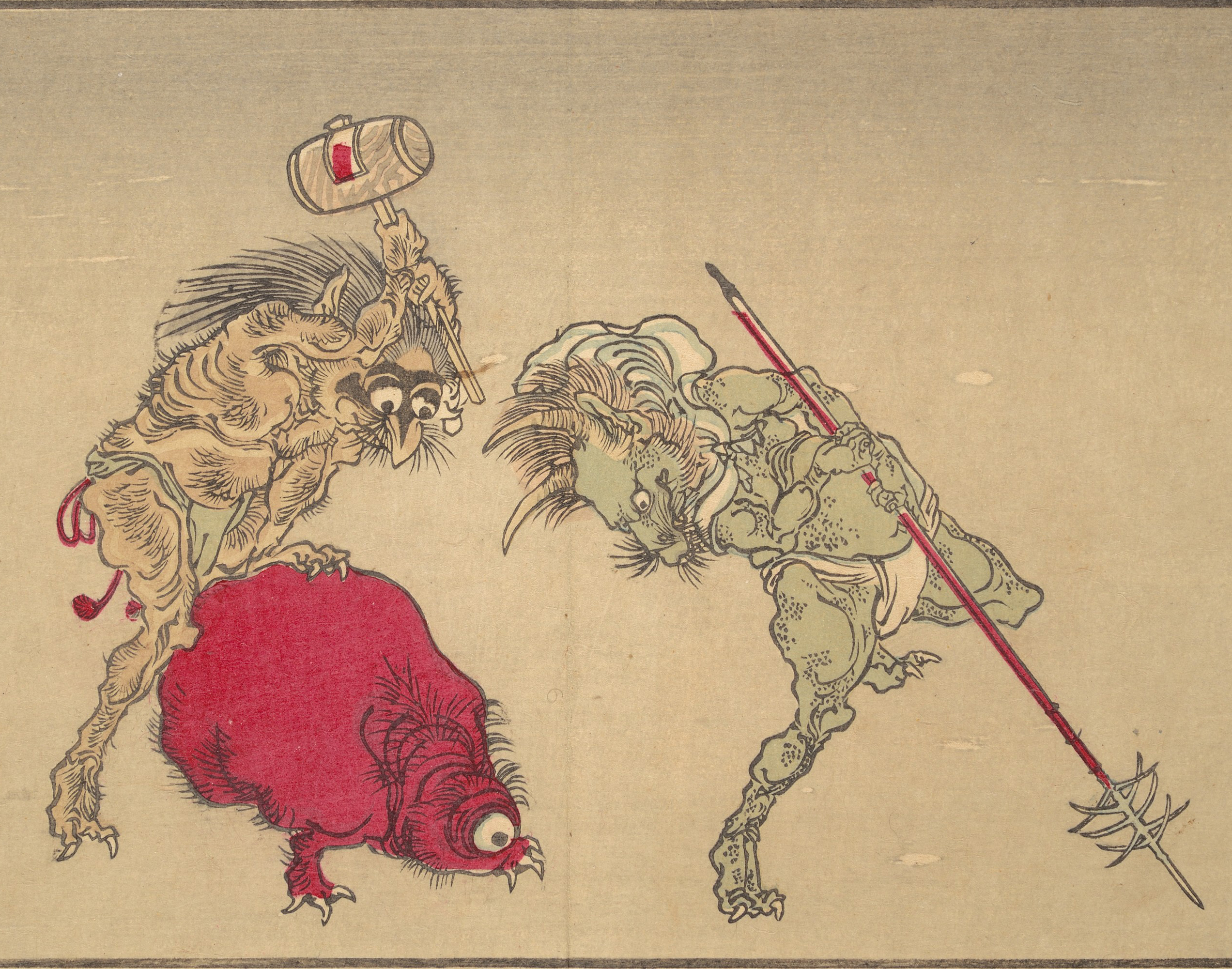
O imprimare yōkai de Kawanabe Kyōsai

 (妖怪 Yōkai?, Format:Ipa) sunt o clasă de Entități supranaturale și  spirite în folclorul japonez. Reprezentarea kanji a cuvântului yōkai cuprinde două caractere care înseamnă ambele „suspect, îndoielnic”, și, deși numele japonez este pur și simplu transliterarea sau pronunția japoneză a termenului chinezesc yāoguài (care desemnează creaturi similare ciudate), unii comentatori japonezi susțin că cuvântul yōkai a căpătat multe semnificații diferite în cultura japoneză, inclusiv referirea la un număr mare de creaturi unice japoneze.

## Tipuri
Folcloristul Tsutomu Ema a studiat literatura și picturile care înfățișează   și împărțindu-le în categorii așa cum sunt prezentate în   și  : 
- Categorii bazate pe „forma adevărată” a unui  :

- - Om
  - Animal
  - Plantă
  - Obiect
  - Fenomen natural

- Categorii în funcție de sursa mutației:

- - Mutație legată de această lume
  - Mutație legată de spiritual sau mental
  - Reîncarnare sau mutație legată de lumea de apoi
  - Mutație legată de material

- Categorii bazate pe aspectul exterior:

- - Om
  - Animal
  - Plantă
  - Artefact
  - Structură sau clădire
  - Obiect sau fenomen natural
  - Diverse sau aspect care compune mai multe categorii